# Каратіву-06
Грама Ніладхарі Каратіву-06 (№ 44D) — Грама Ніладхарі підрозділу ОС Каратіву, округ Ампара, Східна провінція, Шрі-Ланка.

## Демографія
| Населення (2007) | Населення (2007) | Населення (2007) | Населення (2007) | Населення (2007) |
| Населення        | Чоловіки         | Жінки            | Діти             | Дорослі          |
| ---------------- | ---------------- | ---------------- | ---------------- | ---------------- |
| 609              | 304              | 305              | 193              | 416              |